# Colonel Passy
Pour les articles homonymes, voir Dewavrin et Passy.
« Colonel Passy », de son vrai nom André Dewavrin, est un officier français, compagnon de la Libération, né le 9 juin 1911 à Paris où il est mort le 20 décembre 1998.
Pendant la seconde guerre mondiale, il a notamment été chef du Bureau central de renseignements et d’action (BCRA), les services secrets de la France libre auprès du général de Gaulle à Londres. Après la Libération, d’avril 1945 à avril 1946, il est successivement directeur général de la DGER et directeur du SDECE nouvellement créé.
Abusivement emprisonné en 1946 pour soupçons de détournement de fonds pendant la guerre au profit du mouvement gaulliste, il est libéré après quatre mois. Il quitte la fonction publique et travaille ensuite pour une banque d’affaires puis dans l’industrie.
Il est le père de l’homme d’affaires et représentant patronal français Daniel Dewavrin.

## Biographie

### Avant la guerre
André Dewavrin naît dans une famille d'industriels originaires du Nord. Il est le dernier des six enfants de la famille. Son grand-père maternel, Omer Dewavrin, avait été deux fois élu maire de Calais. Il étudie à Paris, à l'école des Frères de la doctrine chrétienne, puis à l'école Bossuet, rue Guynemer, en classe de mathématiques supérieures au collège Stanislas et en classe de mathématiques spéciales au lycée Louis-le-Grand.
Reçu en 1932 à l'École normale supérieure et à l'École polytechnique,, il choisit Polytechnique, où il est classé 49e au concours d’entrée. Puis, à sa sortie en 1934, il choisit de rester au service de l'État en intégrant le corps des officiers du génie, : il passe alors deux ans dans l'École d'application du génie de Versailles.
Sorti 2e de l'École du génie en 1936 avec le grade de lieutenant, il est affecté au 4e régiment du génie à Grenoble comme officier en second de la compagnie d'électromécaniciens.
Capitaine en septembre 1938, il est nommé professeur adjoint de fortification à Saint-Cyr.

### La guerre et la campagne de France
Après la déclaration de guerre en septembre 1939, il commande la 12e compagnie d'électromécaniciens à l'état-major général, à Meaux, puis entre à l'état-major du génie de la 9e armée, à Vervins.
En mai 1940, il participe à la campagne de Norvège. Sous les ordres du général Béthouart, il commande le génie du corps expéditionnaire français. Puis, avec le déclenchement de la bataille de France, il débarque à Brest le 17 juin, avant de rembarquer aussitôt avec l'ensemble de la division pour l'Angleterre.

### Chef des services secrets de la France libre

#### Création du BCRA
Le 1er juillet 1940, il rejoint le général de Gaulle à Saint Stephen's House, à Londres. De Gaulle le charge de la direction des 2e et 3e bureaux. Il sera pendant trois ans l'organisateur et le chef des services secrets de la France libre, rattaché à l'état-major des Forces françaises libres (FFL). Au fil du temps la désignation et les compétences de son service connaissent diverses évolutions. Une accusation par André Labarthe d'avoir fait partie de la Cagoule tourne rapidement court, mais le poursuit jusqu'à la fin de la guerre.
Son service change plusieurs fois de désignation : 2e bureau lors de la création le 1er juillet 1940, Service de renseignements (SR) à partir du 15 avril 1941, Bureau central de renseignements et d’action militaire (BCRAM) à partir du 17 janvier 1942, enfin Bureau central de renseignements et d'action (BCRA) à partir de l'été 1942.
Ses compétences, limitées initialement au renseignement, s'étendent progressivement à l’action militaire, au contre-espionnage, à l’évasion et aux affaires politiques.
En 1941, il commence à tisser des liens avec la Résistance intérieure française, grâce notamment à Pierre Brossolette et Jean Moulin.
Le 7 octobre 1941, un tribunal militaire de la France vichyste le condamne par contumace à la dégradation et à la confiscation de ses biens pour avoir, entre autres, conservé du service dans une armée étrangère. Le décret no 199 du 24 janvier 1942 le déchoit de sa nationalité française.

#### Mission Arquebuse-Brumaire
En 1943, il est envoyé en France dans le cadre de la mission Arquebuse-Brumaire. Parachuté en France avec Forest Yeo-Thomas « Shelley » (opération « Seahorse » du Special Operations Executive section RF) le 25 février, sous le pseudonyme de colonel Passy (mission « Arquebuse »), il retrouve son adjoint, Pierre Brossolette (mission « Brumaire »), qui est déjà en France depuis un mois. La réunion a lieu chez Claire Davinroy. Sa mission est d’enquêter sur la Résistance, ses capacités paramilitaires, ses projets politiques et sa position vis-à-vis du général de Gaulle, ainsi que sur l’état d’esprit des Français. Pour ce faire, il doit prendre contact avec les principaux responsables des réseaux et mouvements de la zone nord et avec des responsables politiques.
Sa mission accomplie, il s'envole pour l'Angleterre dans la nuit du 15 au 16 avril à bord d'un Lysander avec Brossolette et Yeo-Thomas. Son très long rapport est déposé sur le bureau du général de Gaulle le jour même. En sept semaines, la mission « Arquebuse-Brumaire » a mis en place les éléments essentiels de l'unification de la Résistance en France, en obtenant un accord sur la mise en place d'une organisation militaire qui réunisse tous les mouvements (préparant ainsi la future Armée secrète), en obtenant également la création du Comité de coordination des mouvements de Résistance de la zone nord, ainsi qu'un accord sur la création et la composition du Conseil national de la Résistance (CNR). Côté britannique, les rapports de Yeo-Thomas sur les forces résistantes et sur les sentiments gaullistes nourris par nombre de résistants et de Français confortent ceux qui s’opposent à ce que Churchill cède aux Américains en ne soutenant plus de Gaulle.
Les résultats obtenus par la collaboration avec les services anglais (Special Operations Executive - SOE section RF et le Secret Intelligence Service section R) confèrent au BCRA un rôle important lors du débarquement et sont un des plus grands atouts pour le général de Gaulle dans ses relations avec les Alliés.

#### La direction générale des services spéciaux
Le 27 juin 1943, il se rend à Alger pour prendre la direction technique de la Direction générale des services spéciaux (DGSS), résultat de la fusion du BCRA avec les services spéciaux du général Giraud, sous la direction de Jacques Soustelle.
En février 1944, il devient chef d'état-major du général Kœnig, commandant des Forces françaises en Angleterre et des Forces françaises de l'intérieur. Le 5 août 1944, il est parachuté dans la région de Guingamp (à Kerien, entre Bourbriac et Saint-Nicolas-du-Pélem) pour apporter son aide à la résistance bretonne, à la tête de 2 500 membres des FFI et de soldats américains. Cette troupe participe à la libération de Paimpol, où elle fait 2 000 prisonniers.
En septembre 1944, il retourne aux services secrets. Le général de Gaulle le charge de plusieurs missions en Amérique, en Inde, en Chine et en Indochine.

### L'après-guerre: la direction générale des études et recherches
En avril 1945, il rentre en France et succède quelques mois plus tard à Jacques Soustelle à la tête des services secrets : la direction générale des études et recherches (DGER ex-DGSS), qui devient ensuite le Service de documentation extérieure et de contre-espionnage (SDECE).
Entouré de quelques vétérans du BCRA comme André Manuel et François Thierry-Mieg, Passy réorganise le service et démobilise 8 323 des 10 123 agents, dont un certain nombre de communistes.

### L'«affaire Passy»
Après la démission du général de Gaulle en janvier 1946, il devient suspect aux nouveaux dirigeants. Il est arrêté dans la nuit du 6 au 7 mai 1946 et fait quatre mois de prison préventive. Il entame alors une grève de la faim avant d’être transporté au Val de Grâce en août 1946. Les communistes mènent, en 1947, une violente campagne de presse contre lui, l'accusant d'avoir détourné des fonds durant la guerre pour financer le mouvement gaulliste
La presse se déchaîne contre le général de Gaulle et contre Dewavrin faisant de « l’affaire Passy » une affaire d’État. La presse communiste évoque le chiffre fabuleux d'« un milliard de francs ».
Sa demande pour que l'affaire soit portée devant la justice lui est refusée.
Pour le Time du 26 septembre 1946, « l’affaire Passy » prend des relents d’« affaire Dreyfus ».
Les poursuites judiciaires sont finalement abandonnées. Le général de Gaulle dira que Dewavrin « a été traité de façon infâme ».[réf. souhaitée]

### Retour à la vie civile
Après le départ du pouvoir de Charles de Gaulle en 1946, il donne sa démission.
Il avait épousé en premières noces Jeanne Gascheau, dont il divorce en janvier 1946. Il se remarie en mars de la même année avec Paquerette Guinoiseau, veuve de Jean Féline.
Ingénieur conseil à la Banque Worms en 1953, il est le dirigeant du groupe textile américain DHJ en Europe de 1963 à 1973, puis président-directeur général des Établissements Japy de 1967 à 1976.
En 1969, il joue son propre rôle dans le film L'Armée des ombres de Jean-Pierre Melville, donnant la réplique aux acteurs Lino Ventura et Paul Meurisse.
Lors de l'élection présidentielle de 1981 il appelle à voter pour François Mitterrand et défend les titres de Résistance du candidat du Parti socialiste pendant la Seconde Guerre mondiale.
Il est le père de Daniel Dewavrin, ancien président de l'Union des industries et métiers de la métallurgie (UIMM).

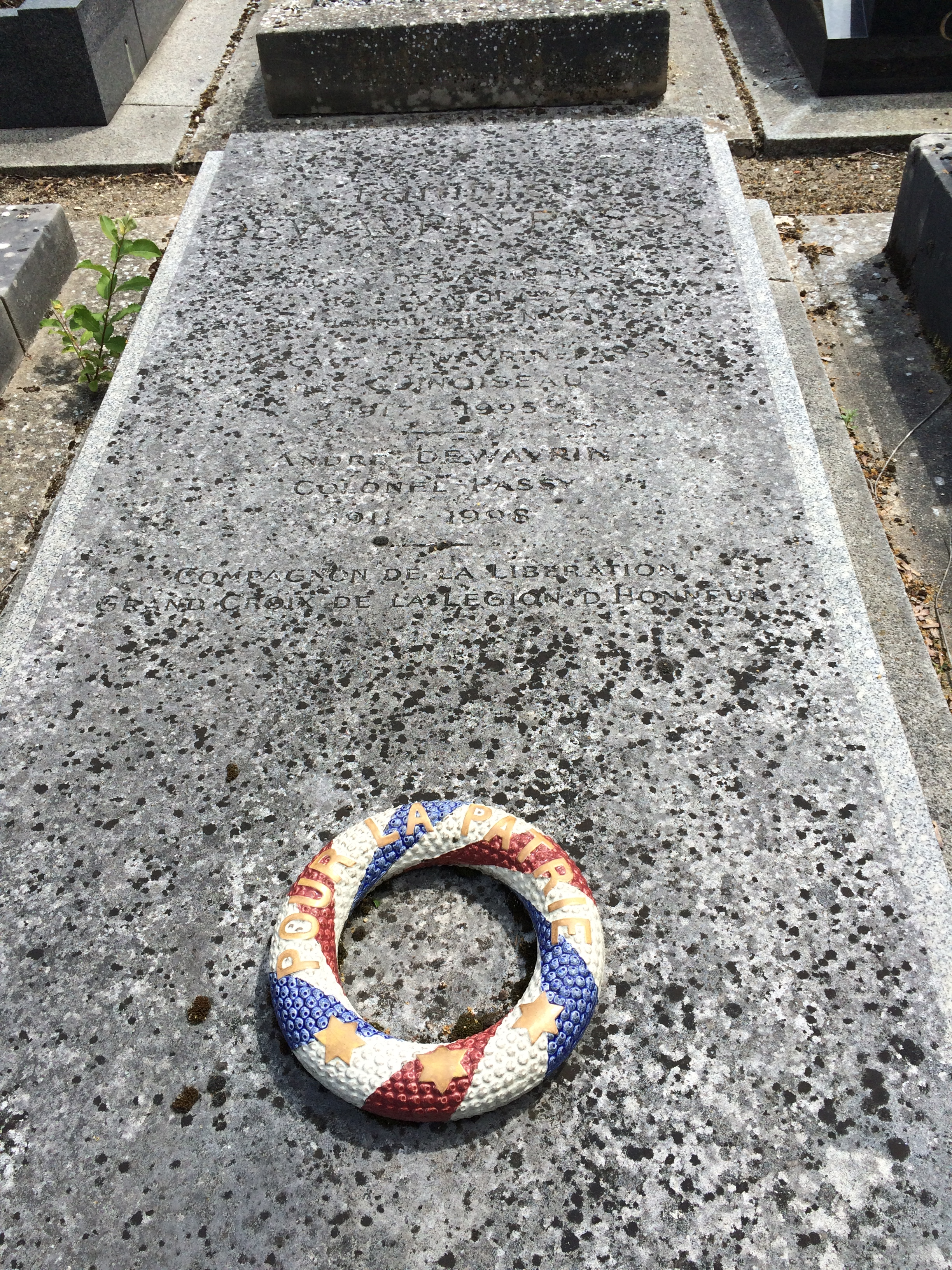
Sépulture d'André Dewavrin au cimetière ancien de Neuilly-sur-Seine (div. 3).

Il est inhumé en 1998 dans l'ancien cimetière (division 3) de Neuilly-sur-Seine, dans les Hauts-de-Seine, y rejoignant sa seconde épouse, née Paquerette Guinoiseau, décédée en 1995.

## Décorations
- Grand-croix de la Légion d'honneur[11]
- Compagnon de la Libération par décret du 20 mai 1943[12]
- Croix de guerre 1939–1945 (4 citations)
- Médaille de la Résistance française par décret du 26 février 1944[13]
- Ordre du Service distingué (Distinguished Service Order), Royaume-Uni
- Croix militaire (Military Cross), Royaume-Uni
- Croix de guerre norvégienne

## Publications
- Colonel Passy, Souvenirs
  - Tome 1 : 2e bureau, Londres (1940-1941), Raoul Solar, 1947. Ce tome couvre la période de juin 1940 à fin 1941.
  - Tome 2 : 10, Duke Street, Londres (le B.C.R.A), Raoul Solar, 1951. Ce tome couvre l'année 1942.
  - Tome 3 : Missions secrètes en France (novembre 1942-juin 1943), Plon, 1951, Prix André-Jullien du Breuil de l'Académie française en 1952.

Réédition : Mémoires du chef des services secrets de la France libre, Odile Jacob, 2000